# Mercedes-Benz Classe E Coupé et Cabriolet (Type 238)
 (mai 2023).
Si vous disposez d'ouvrages ou d'articles de référence ou si vous connaissez des sites web de qualité traitant du thème abordé ici, merci de compléter l'article en donnant les références utiles à sa vérifiabilité et en les liant à la section « Notes et références ».
La Mercedes-Benz Type 238 (désignation commerciale Classe E coupé ou Classe E cabriolet) est un modèle de voiture de la catégorie grande routière du constructeur automobile allemand Mercedes-Benz. Elle remplace la Type 207 et est construite depuis fin 2016.

## Historique du modèle
La Classe E coupé (C 238) est présentée le 14 décembre 2016 et est en concession depuis le 8 avril 2017. Elle fait sa première apparition publique au salon international de l'automobile d'Amérique du Nord en janvier 2017 à Détroit. La Classe E cabriolet (A 238) est présentée au Salon international de l'automobile de Genève 2017 et elle est mise en vente en septembre 2017. Les versions berline et break avec les désignations respectives W 213 et S 213 forment la gamme indépendante Type 213. Contrairement au modèle précédent, qui était basé sur le plancher de la Classe C, la nouvelle gamme est basée sur la Classe E.
Lors du lancement sur le marché, le coupé était disponible en modèle spécial Edition 1 limité à 555 unités. Le cabriolet était disponible en 25th Anniversary Edition pour rappeler la première Classe E ouverte, la Type 124.
Le 27 mai 2020, le constructeur a présenté une version révisée de la gamme.

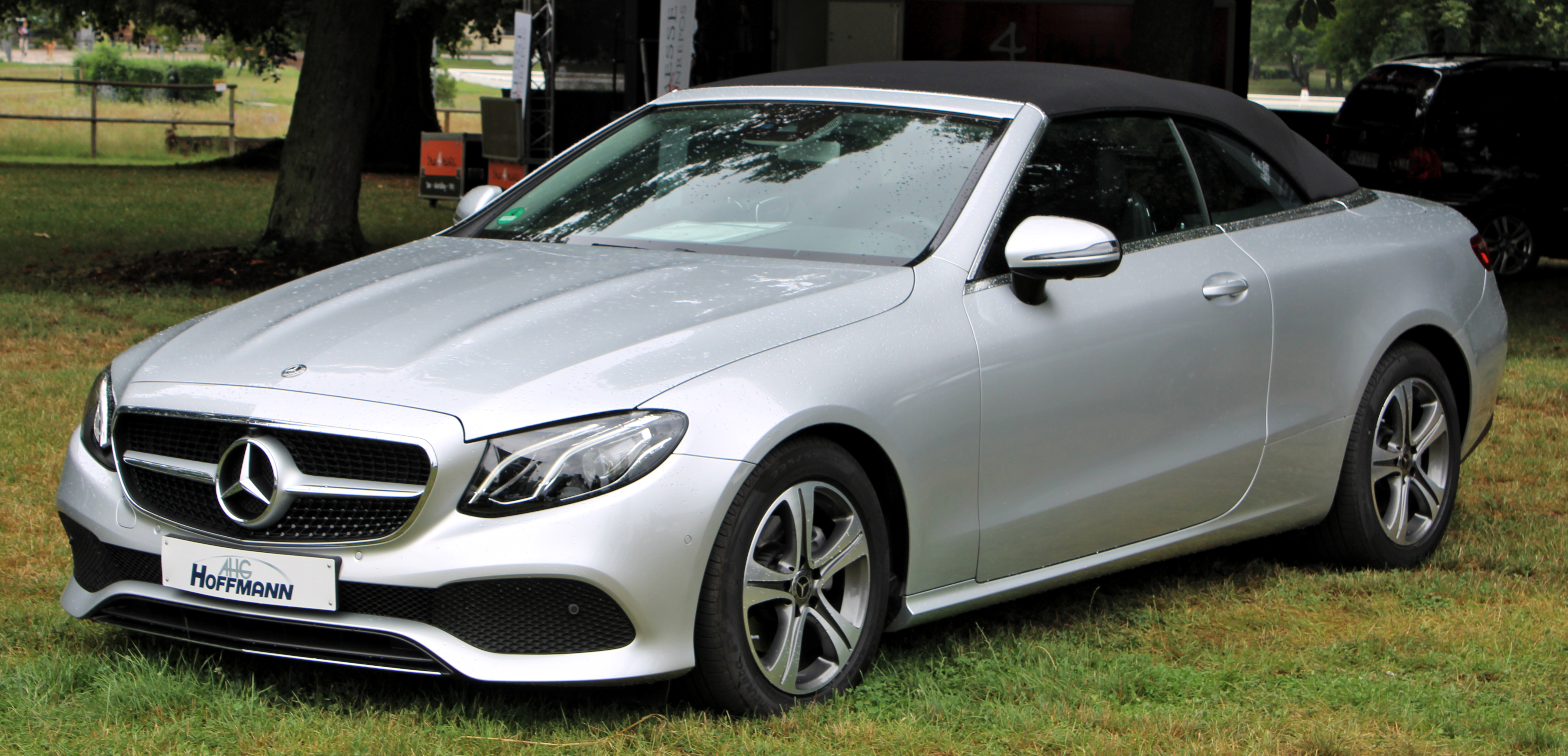
Mercedes-Benz A 238 (2017–2020)
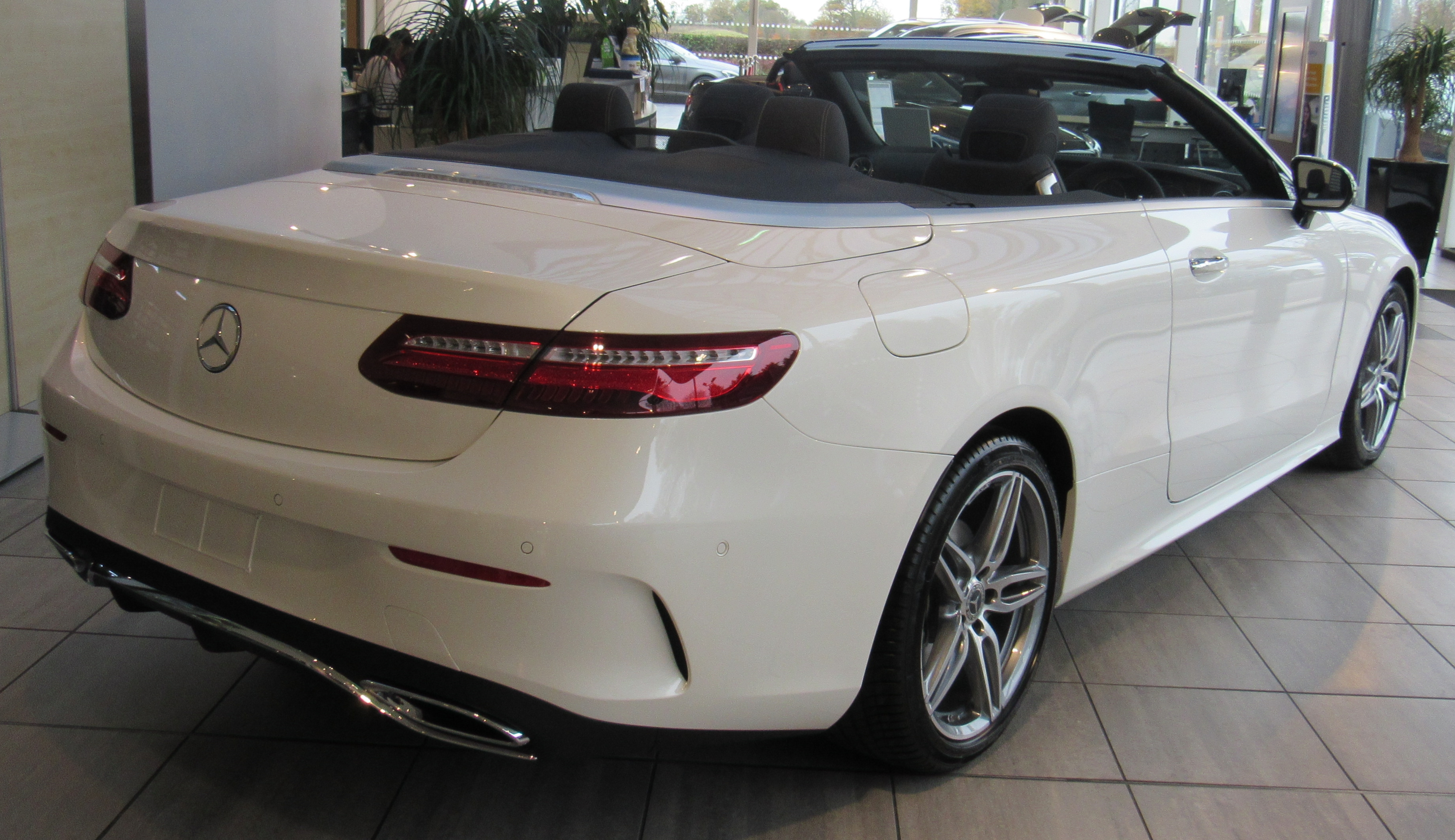
Cabriolet, vue arrière
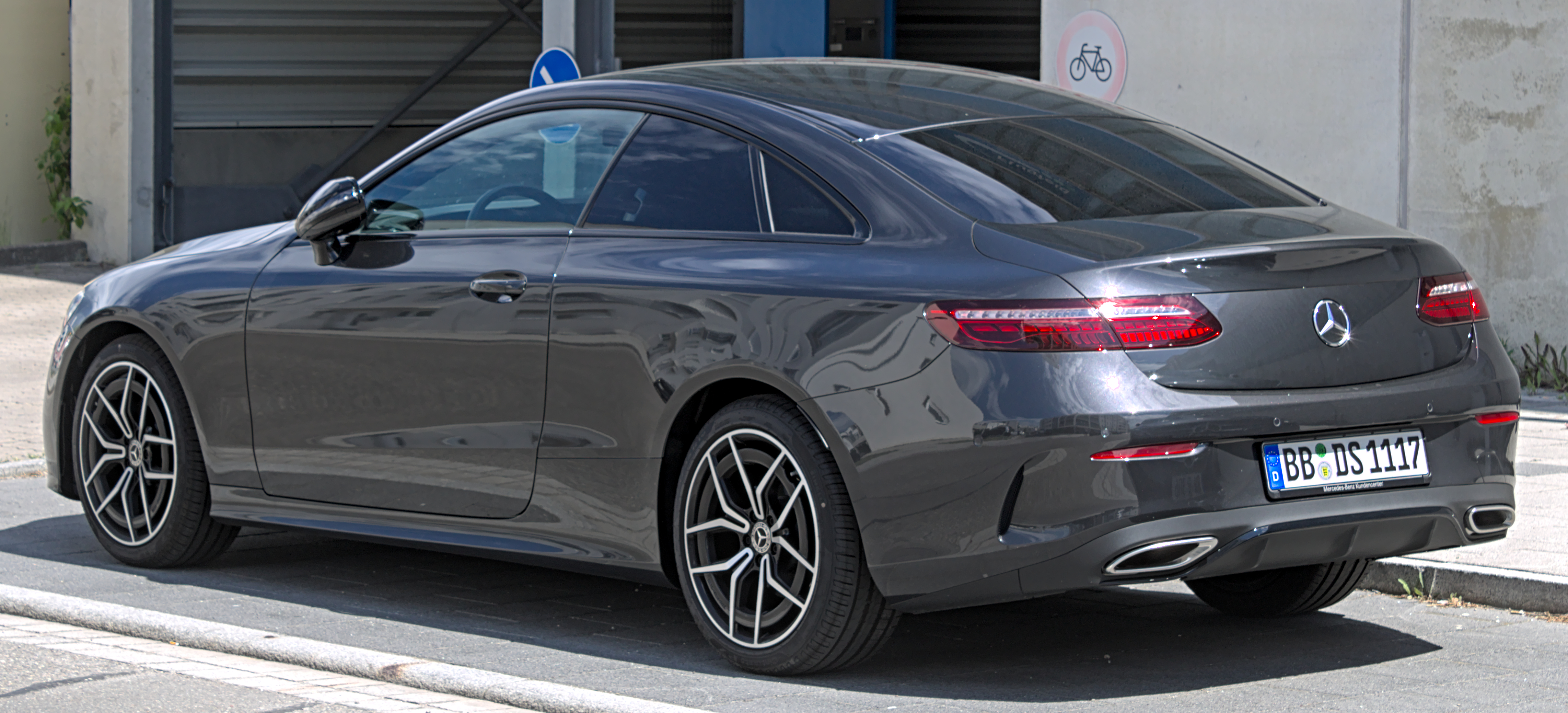
Mercedes-Benz C 238 (depuis 2020)
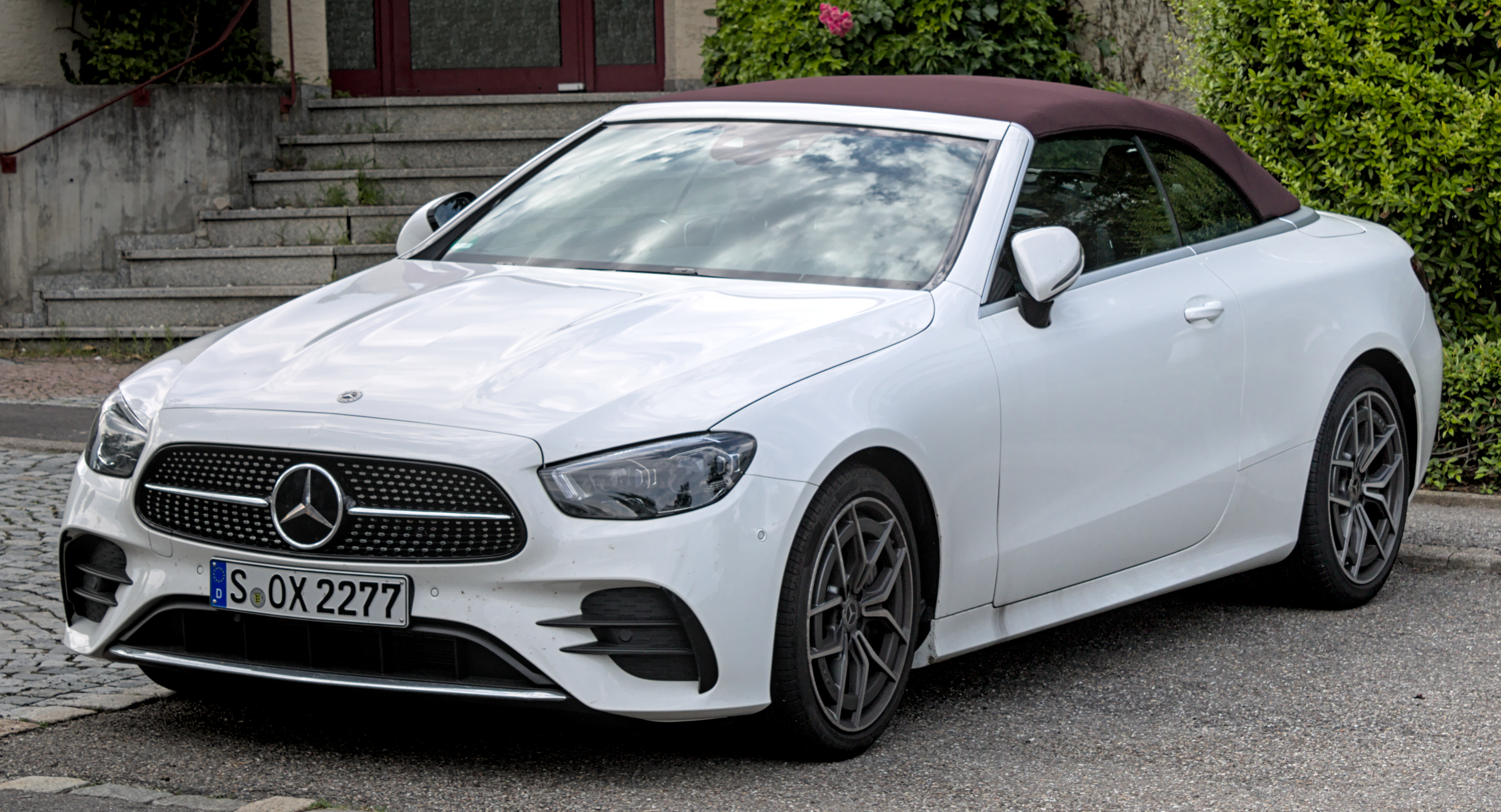
Mercedes-Benz A 238 (depuis 2020)
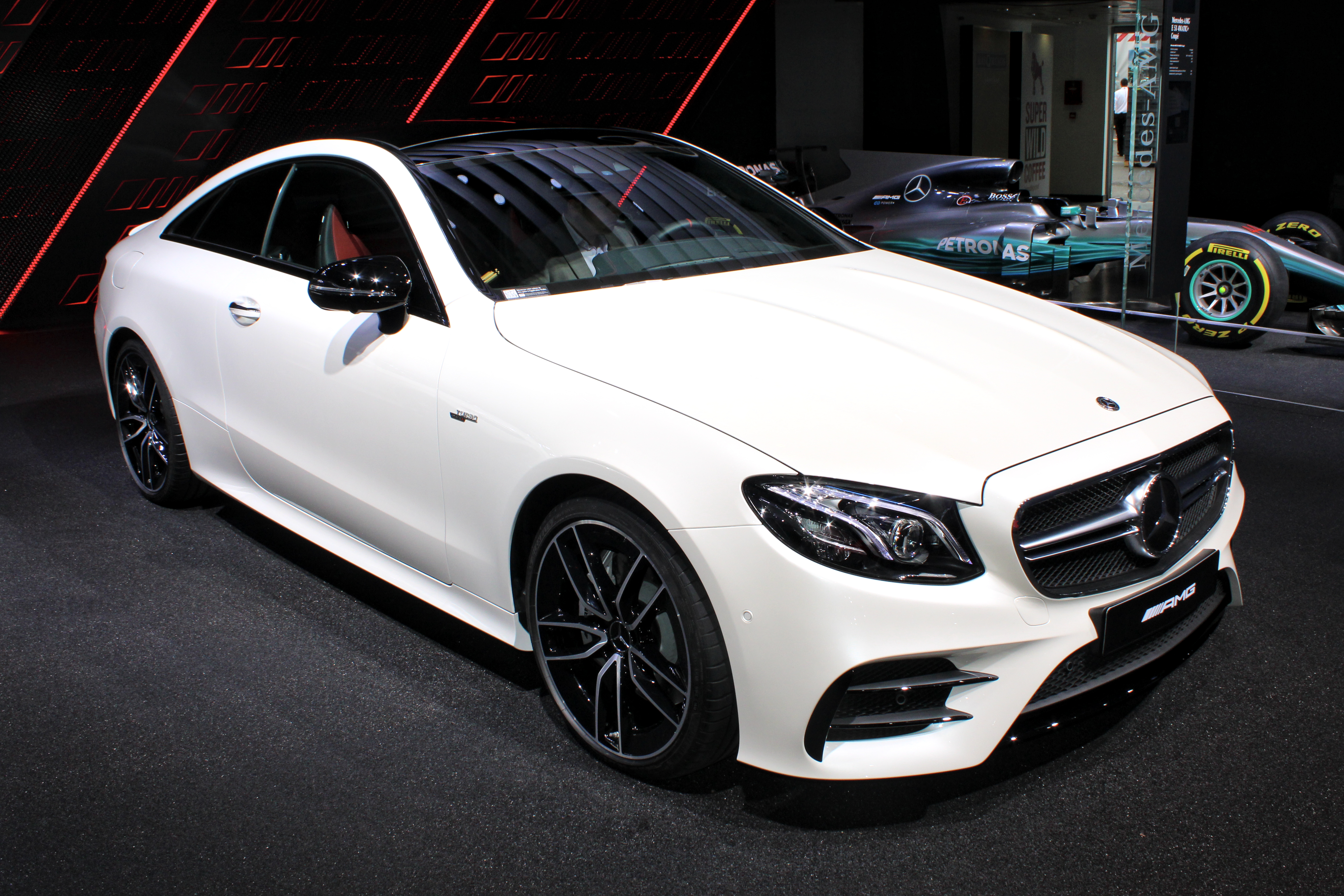
Mercedes E53 AMG coupé (2018–2020)
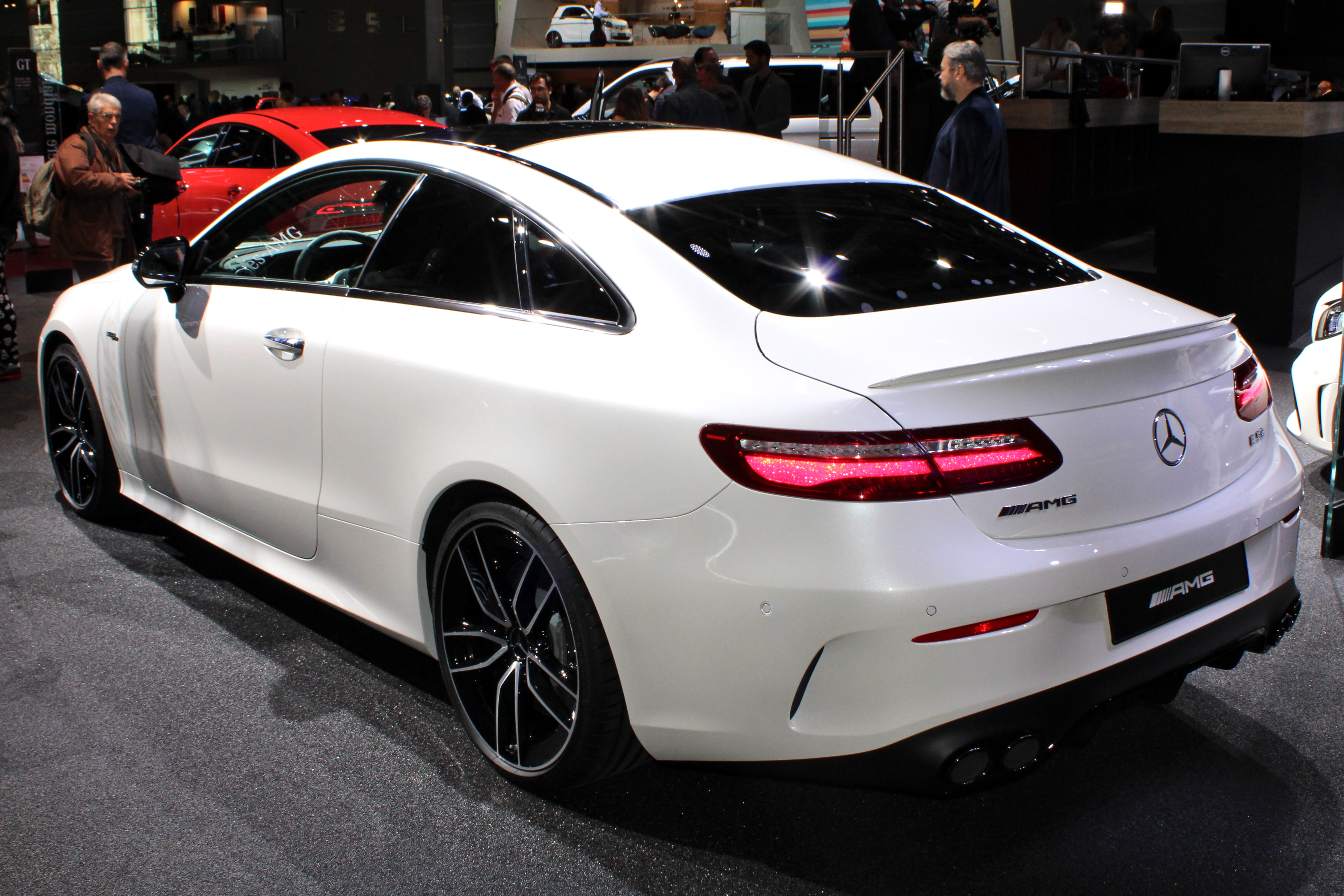
E53 AMG coupé, vue arrière
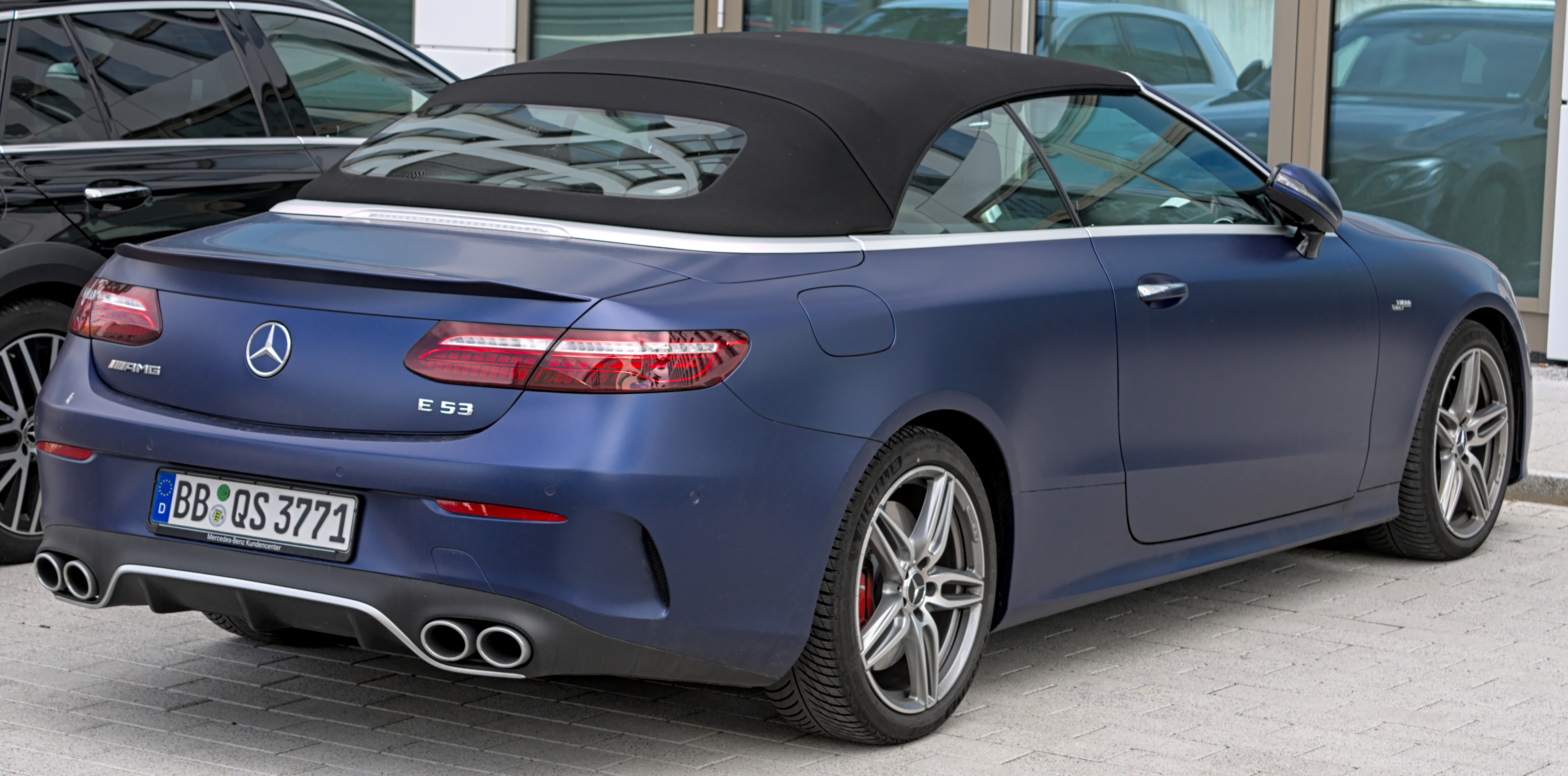
Mercedes E53 AMG cabriolet (depuis 2020)